# Monteils (Gard)
Monteils település Franciaországban, Gard megyében. Lakosainak száma 677 fő (2022. január 1.). Monteils Deaux, Méjannes-lès-Alès, Mons, Saint-Étienne-de-l’Olm, Saint-Hippolyte-de-Caton és Saint-Just-et-Vacquières községekkel határos.

## Népesség
A település népességének változása:
| Lakosok száma | 106  | 200  | 324  | 547  | 645  | 651  | 656  | 656  | 647  | 677  |
|               | 1968 | 1982 | 1990 | 2006 | 2013 | 2015 | 2017 | 2019 | 2020 | 2022 |